# Er-Rteb
Er-Rteb est une commune rurale marocaine de la province d'Errachidia, dans la région Drâa-Tafilalet.

## Géographie
Le territoire de la commune d'Er-Rteb, dont la superficie est de 1 345 km2, est situé en aval du centre d'Aoufous. Celle-ci est composée des ksour suivants : Takhiamt, Zrigat, Rbit, Blaghma, Zaouia Lakdima et Zaouia Jdida, Lammarka, Douira[réf. nécessaire]. Son siège est à Zaouia Jdida[réf. nécessaire], à 7 km d'Aoufous.

## Démographie
D'après le recensement de 2014, la population d'Er-Rteb était alors de 13 461 habitants et incluait 2 219 ménages.